# Girona (província)
Girona ou Gerunda,(oficialmente e em catalão Girona [ʒiˡɾonə]; em castelhano Gerona [xeˡɾona]; occitano Girona [dʒiˡɾonɔ]) é uma província da Espanha, no extremo nordeste da comunidade autónoma de Catalunha. A sua capital é Girona.
Do total da população desta província, pouco mais de um oitavo vive na capital. Parte do território de Girona, o município de Llivia, é um exclave separado da Espanha e rodeado pela França.

## Comarcas
Esta província encontra-se subdividida nas seguintes comarcas:
- Ripollès
- Garrotxa
- Alt Empordà e Baix Empordà
- Pla de l'Estany
- Gironès
- La Selva
- Baixa Cerdanha